# ブルーアース郡 (ミネソタ州)

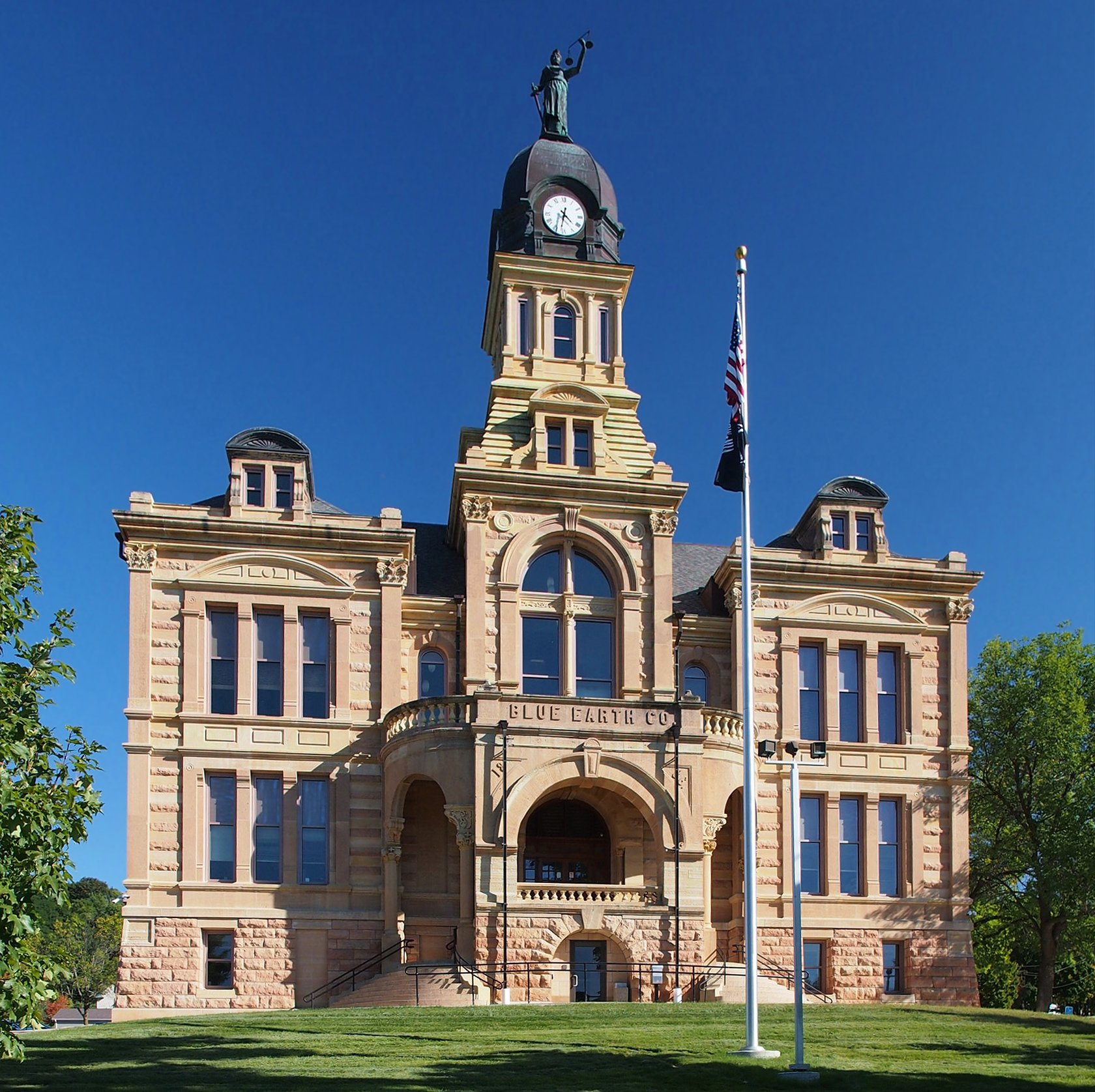
マンケイトにあるブルーアース郡庁舎。1980年に国家歴史登録財に登録された。

ブルーアース郡 (Blue Earth County) はアメリカ合衆国ミネソタ州に位置する郡である。人口は69,112人（2020年国勢調査）。郡庁所在地はマンケイトである。

## 地理
アメリカ合衆国統計局によると、この郡は総面積1,984 km2 (766 mi2) である。このうち1,949 km2 (752 mi2) が陸地で35 km2 (14 mi2) が250以上の湖が含まれる、水地域である。総面積の1.77%が水地域となっている。

### 隣接する郡
- ニコレット郡  (北)
- ルシュール郡  (北東)
- ワセカ郡  (東)
- フェアリボー郡  (南)
- マーティン郡  (南西)
- ワトンワン郡  (西)
- ブラウン郡  (北西)

## 人口動態
2000年国勢調査で、この郡は人口55,941人、21,062世帯、及び12,616家族が暮らしている。人口密度は29/km2 (74/mi2) である。11/km2 (29/mi2) の平均的な密度に21,971軒の住宅が建っている。この都市の人種的な構成は白人94.96%、アフリカン・アメリカン1.19%、先住民0.28%、アジア1.79%、太平洋諸島系0.06%、その他の人種0.69%、及び混血1.03%である。ここの人口の1.77%はヒスパニックまたはラテン系である。
この郡内の住民は21.40%が18歳未満の未成年、18歳以上24歳以下が22.10%、25歳以上44歳以下が25.60%、45歳以上64歳以下が18.80%、及び65歳以上が12.10%にわたっている。中央値年齢は30歳である。女性100人ごとに対して男性は99.10人である。18歳以上の女性100人ごとに対して男性は97.40人である。
この郡内の世帯ごとの平均的な収入は38,940米ドルであり、家族ごとの平均的な収入は50,257米ドルである。男性は32,087米ドルに対して女性は22,527米ドルの平均的な収入がある。この郡の一人当たりの収入 (per capita income) は18,712米ドルである。人口の12.90%及び家族の6.10%は貧困線以下である。全人口のうち18歳未満の10.50%及び65歳以上の9.40%は貧困線以下の生活を送っている。

## 都市及び町

### 都市
- マンケイト†
- Amboy
- Eagle Lake
- グッドサンダー
- Lake Crystal
- Madison Lake
- マップルトン
- Minnesota Lake†
- North Mankato†
- Pemberton
- スカイライン
- St. Clair
- Vernon Center

### 郡区
- Beauford Township
- Butternut Valley Township
- Cambria Township
- Ceresco Township
- ダンビル郡区
- Decoria Township
- ガーデンシティ郡区
- ジェームズタウン郡区
- Judson Township
- Le Ray Township
- Lime Township
- Lincoln Township
- Lyra Township
- Mankato Township
- マップルトン郡区
- McPherson Township
- Medo Township
- Pleasant Mound Township
- Rapidan Township
- Shelby Township
- サウスベンド郡区
- Sterling Township
- Vernon Center Township

† この都市の一部だけはブルーアース郡内にある。

## 註
1. ↑  MINNESOTA - Blue Earth County. National Register of Historic Places. 2019年4月15日閲覧.
2. ↑  Quickfacts: Blue Earth County, Minnesota. U.S. Census Bureau. 2020年.
3. ↑   American FactFinder, United States Census Bureau 2008年1月31日閲覧。